# Gotham Point North Tower
Gotham Point North Tower ist ein gemischt genutzter Wolkenkratzer in Long Island City im Stadtbezirk Queens in New York City, Vereinigte Staaten. Der Wohnturm ist eines der beiden Hochhäuser des Wohnbauprojekts Gotham Point des Immobilienunternehmens Gotham Organization und der gemeinnützigen Organisation Riseboro Community Partnership. Gotham Point ist Teil der Umwandlung eines an der Waterfront liegenden Industriegebiets zum gemischt genutzten Stadtviertel Hunters Point South mit neuer Infrastruktur, einem Uferpark, Schulen und Tausenden von neuen Wohneinheiten.

## Beschreibung

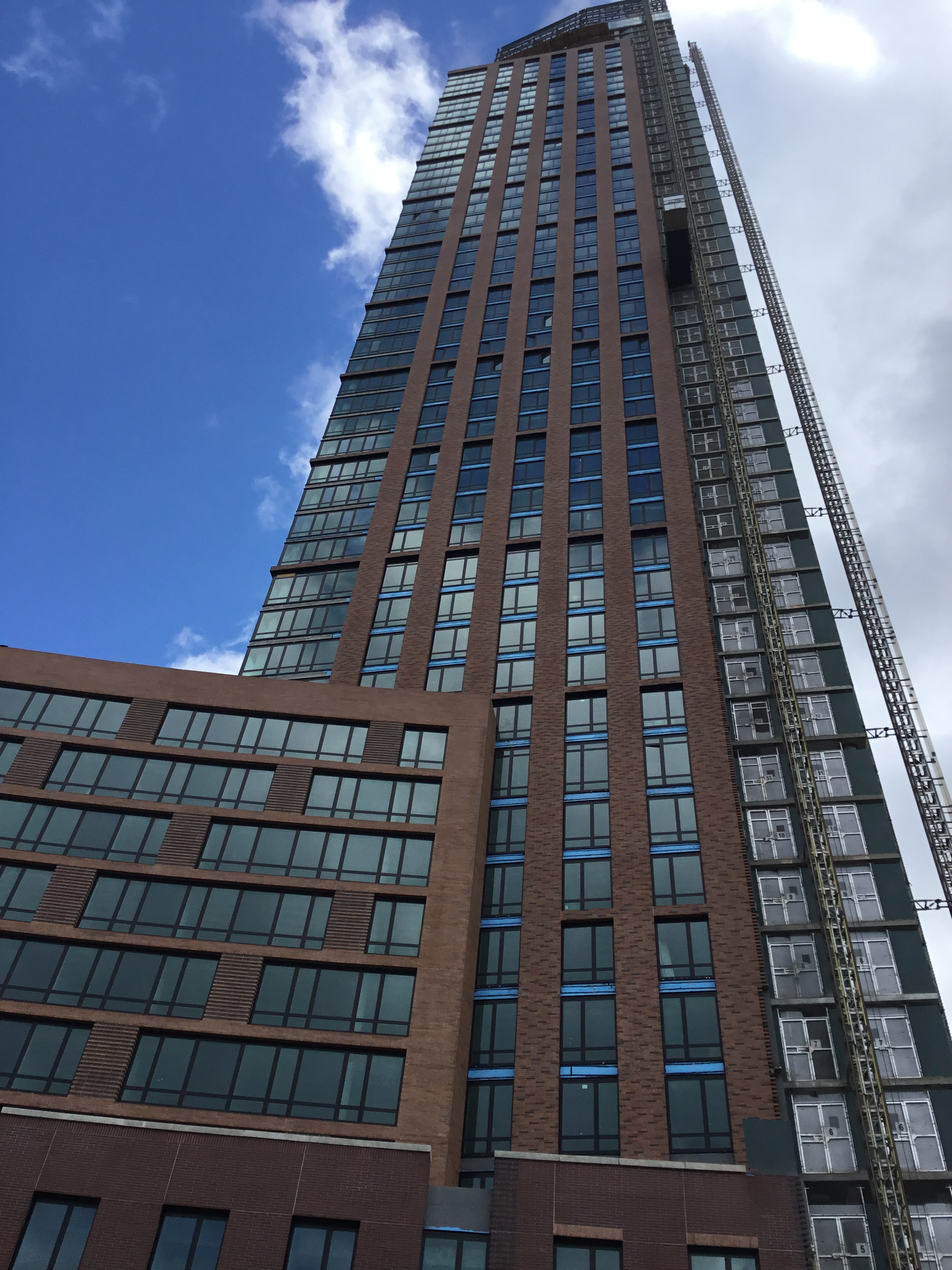
Gotham Point Tower North, links der 11-geschossige Gebäudeflügel mit den Senioren-Apartments

Der nach seiner geografischen Lage benannte Wolkenkratzer Gotham Point North Tower steht am südlichen Ende von Hunters Point South an der Meerenge East River nahe der Mündung des Newtown Creek. Etwa 80 Meter südöstlich steht das zweite Hochhaus des Projekts, der 110 m hohe Gotham Point South Tower. Beide Wohntürme befinden sich an der Waterfront in einem Stadtblock, der von dem Center Boulevard im Nordwesten, der 56st Avenue im Nordosten, der 2nd Street im Südosten und der 57th Avenue im Südwesten begrenzt ist. Der Stadtblock wird zum großen Teil von der Parkanlage Hunter's Point South Park Extension umschlossen.
Der Gotham Point North Tower wurde mit der Projektbezeichnung Parcel F von dem Architekturbüro Handel Architects entworfen. Das Bauwerk erreicht eine Höhe von 170,4 Meter (559 Fuß) und besitzt 57 Stockwerke. Damit ist er mit Stand Februar 2025 das zehnthöchste Gebäude in Queens und das zweithöchste an deren Waterfront. Die 2020 begonnenen Bauarbeiten wurden im Jahr 2023 abgeschlossen. Bauherren und Eigentümer sind das Unternehmen Gotham Organization und die Organisation Riseboro Community Partnership. Der Wolkenkratzer hat eine abwechselnd gestaltene Ziegel- und Glasfassade mit einer markanten komplett verglasten schrägen Krone. Der Wohnturm beherbergt 692 Mietwohnungen, von denen 75 % mit Mietminderung angeboten werden. Darunter befinden sich 98 geförderte Seniorenwohnungen in einem gesonderten Gebäudeflügel mit einer eigenen Lobby, einer Lounge, einer Bibliothek und einem Gemeinschaftsraum. Den Bewohnern stehen unter anderem ein Fitnesscenter, ein Co-Working-Space, ein Kinderspielzimmer und eine auf dem Dach des Seniorengebäudes angelegte öffentlich zugängliche Farm zur Verfügung. Hinzu kommen eine Tiefgarage sowie Einzelhandel und Gastronomie im Erdgeschoss. Ein direktes Nachbargebäude ist die neuerbaute Grundschule „Public School 384 – Hunters Point Elementary“.